# الغو
الغو (انگلیسی: Alghu; ۱ ژانویهٔ ۱۲۵۰ – ۱۲۶۵) یک خان خانات جغتای (۱۲۶۰–۱۲۶۵/۶) بود. او پسر بایدارخان و نوه جغتای خان بود. دین او اسلام بود.
پسر دوم او چوبی (مغول) بود.